# Goldschau
Goldschau là một đô thị thuộc huyện Burgenland, bang Sachsen-Anhalt, Đức. Đô thị Goldschau có diện tích 5,11 km², dân số thời điểm ngày 31 tháng 12 năm 2006 là 317 người.